# Phegomyia tokunagai
Phegomyia tokunagai är en tvåvingeart som beskrevs av Mitsuhiro Sasakawa och Koyama 1953. Phegomyia tokunagai ingår i släktet Phegomyia och familjen gallmyggor. Inga underarter finns listade i Catalogue of Life.